# Enigma – Das Geheimnis
Enigma – Das Geheimnis ist ein Film aus dem Jahr 2001. Er basiert auf dem Roman Enigma des britischen Autors Robert Harris aus dem Jahr 1995. Hauptthema des Filmes ist die von den Briten in Bletchley Park während des Zweiten Weltkriegs durchgeführte Entzifferung der deutschen U-Boot-Funksprüche, die mit Hilfe der Enigma-Schlüsselmaschine verschlüsselt wurden.

## Geschichtliches Umfeld

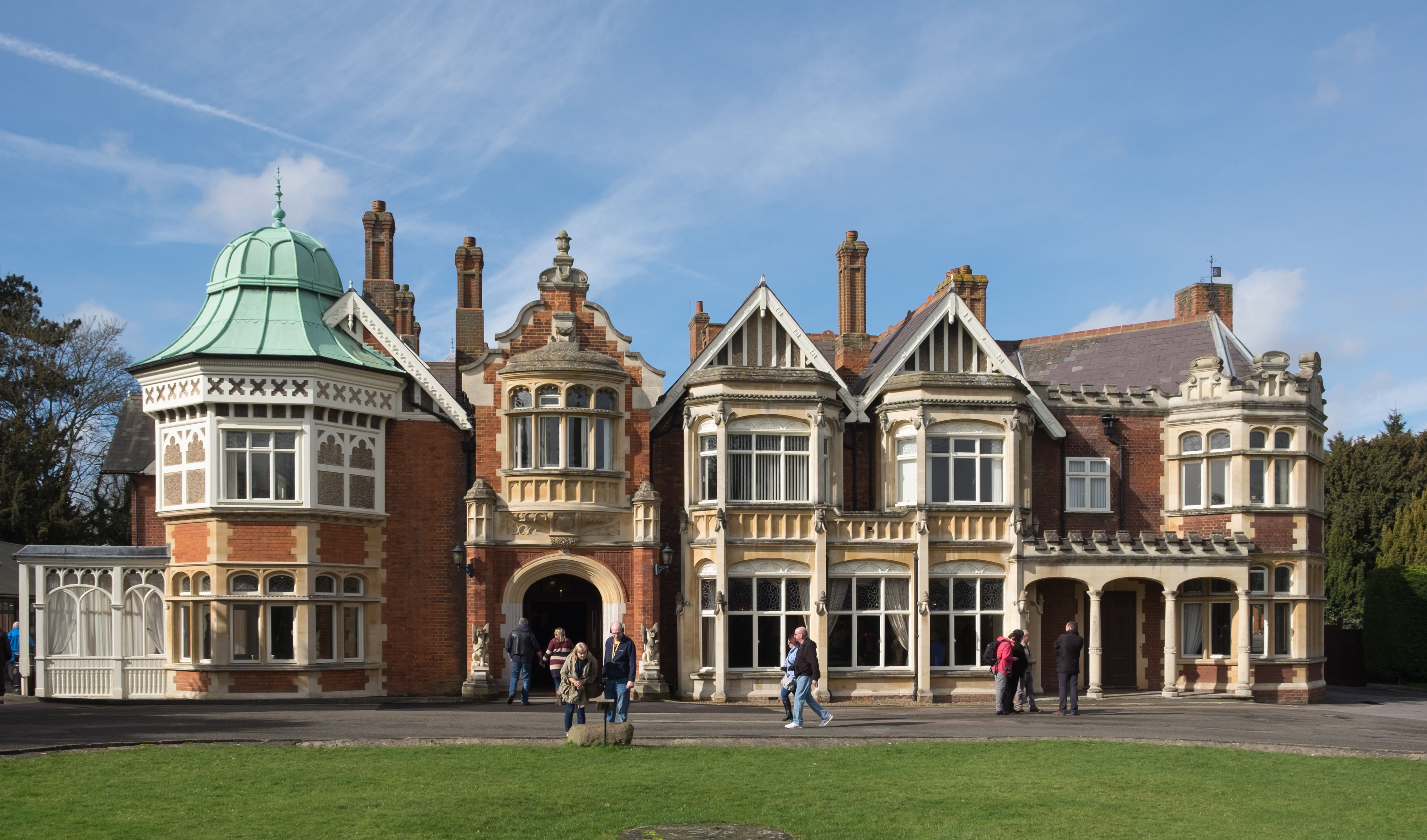
Das Herrenhaus (englisch the mansion) von Bletchley Park war die Zentrale der britischen Codeknacker und ist heute ein Museum.

Buch und Film beschreiben vor dem Hintergrund des im Nordatlantik tobenden U-Boot-Krieges die mühsame Arbeit der geheimen britischen Dienststelle Bletchley Park bei der Entzifferung der mit der deutschen Enigma-Maschine verschlüsselten Funksprüche, die zwischen dem Befehlshaber der U-Boote (BdU) und den deutschen U-Booten ausgetauscht werden. Die Entzifferung gelingt mit Hilfe einer speziellen elektromechanischen Maschine, genannt die Turing-Bombe, die vom englischen Codeknacker (codebreaker) Alan Turing ersonnen wurde, und deutscher Geheimdokumente, wie „Kurzsignalheft“ und „Wetterkurzschlüssel“, die den Engländern bekannt sind. So können die alliierten Geleitzüge (Konvois) den deutschen U-Booten ausweichen und der überlebenswichtige Nachschub an kriegswichtigen Versorgungsgütern nach Großbritannien sichergestellt werden.

## Handlung
Der Mathematiker Tom Jericho kehrt zu Beginn des Films nach Bletchley Park zurück, nachdem er wegen Erschöpfung vor Monaten entlassen wurde, obwohl er wesentlichen Anteil an einer ersten Entzifferung des von den deutschen U-Booten verwendeten Verschlüsselungsverfahrens Shark (deutsch: „Hai“) hatte. Er erläutert den anwesenden Offizieren die Funktionsweise der Enigma I und sagt: „Das Problem ist, dass die Maschine 150 Millionen Millionen Millionen Möglichkeiten hat.“ Die Handlung teilt sich nun auf in zwei Stränge:
Für die Engländer völlig überraschend und für sie auch aus unerklärlichen Gründen haben die Deutschen auf das Stichwort „Akelei“ ihren Wettercode (Wetterkurzschlüssel) plötzlich geändert. Dies hat für sie die Folge, dass sie nunmehr die wichtigen Funksprüche der U-Boote nicht mehr „knacken“ können und daher auch nicht mehr deren Pläne und Positionen im Atlantik kennen. Dies geschieht fatalerweise gerade in dem Moment, als drei wichtige Konvois (Geleitzüge) mit für Großbritannien überlebenswichtigen Warenlieferungen aus Amerika in Richtung England auf dem Atlantik unterwegs sind. Ohne Kenntnis der Positionen der deutschen U-Boote können die Alliierten ihre Schiffe nicht mehr sicher an ihnen vorbeileiten und laufen Gefahr, versenkt zu werden.
Da der Wetterkurzschlüssel als Einbruchsmöglichkeit in die verschlüsselten deutschen Funksprüche nun plötzlich fehlt, ist die Lage für die Briten kritisch. Tom Jericho hat jedoch die rettende Idee, die Standortmeldungen, die die an einem Geleitzug „Fühlung haltenden“ deutschen U-Boote regelmäßig absetzen, als neuen Weg zur Entzifferung auszunutzen. Im Rahmen ihrer Rudeltaktik meldet nämlich das erste U-Boot, das einen Konvoi entdeckt, dessen Position, Richtung und Geschwindigkeit regelmäßig an den BdU, der so weitere U-Boote heranführen kann, bevor das „Rudel“ gemeinsam mit dem Angriff beginnt. Da jedoch die Briten die Positionen, Richtungen und Geschwindigkeiten ihrer eigenen Schiffe kennen, besteht durch Vergleich dieser Daten mit den aufgefangenen verschlüsselten Funksprüchen ein neuer Weg zum Einbruch in die Verschlüsselung.
Der zweite Handlungsstrang dreht sich um Claire Romilly, die ehemalige Freundin von Tom Jericho. Sie hatte ihn kurz vor seinem Weggang aus Bletchley Park scheinbar grundlos verlassen. In Rückblenden werden immer wieder Teile der Beziehung der beiden erzählt. Es stellt sich heraus, dass sie mittlerweile spurlos verschwunden ist und verdächtigt wird, eine Spionin zu sein. Tatsächlich findet Jericho in ihrem Haus ein Versteck, in dem sich mehrere Funksprüche befinden, die allerdings noch nicht entschlüsselt sind. Zusammen mit Hester Wallace, ihrer Freundin, Mitbewohnerin und Kollegin, versucht Jericho ihr Verschwinden aufzudecken.
Später im Film entschlüsselt Jericho zusammen mit Hester einen deutschen Funkspruch von der Ostfront. Dabei taucht, ohne von den beiden zunächst als deutscher Klartext erkannt zu werden, der polnische Name „KACZOR“ gefolgt von einem „X“ als Trennzeichen auf. „Das ist nicht richtig, oder? Das ergibt keinen Sinn“, sagt Hester enttäuscht. Erst später kommt sie dem Geheimnis auf die Spur.
Dabei stoßen die beiden auf eine Wehrmachteinheit in Osteuropa, deren Funksprüche laut Befehl des britischen Geheimdienstes inzwischen nicht mehr notiert und entziffert werden sollen. Als es Jericho und Wallace gelingt, Claires Funksprüche, die von besagter Einheit stammen, zu entschlüsseln, finden sie heraus, dass die deutsche Wehrmacht gerade die Spuren des vom sowjetischen Geheimdienst NKWD verübten Massakers von Katyn gefunden hat. Da das Bündnis der westlichen Alliierten mit der Sowjetunion auf keinen Fall gefährdet werden darf, müssen diese Informationen geheim gehalten werden und dürfen unter keinen Umständen an die Öffentlichkeit gelangen. Wie sich weiterhin herausstellt, hatte Jozef „Puck“ Pukowski (ein polnischer Kollege Jerichos), dessen Bruder bei dem Massaker ermordet wurde, durch Claire, mit der auch er ein Verhältnis hatte, davon erfahren und deshalb versucht, zur deutschen Seite überzulaufen. Alle gehen davon aus, dass er Claire ermordet hat.
Das Ende des Films weicht in einigen Punkten von der Romanvorlage ab:

Puck schafft es, mit dem Zug zu entkommen. Allerdings wird in dem Moment, als er vor der schottischen Küste das deutsche U-Boot gerade erreicht, es durch eine britische Fliegerbombe versenkt. Dabei kommt Puck offenbar ums Leben. Jericho hat sich in Hester verliebt und sie bekommt ein paar Jahre später ein Kind von ihm. Er sieht Claire auf der Straße, geht aber trotzdem zu Hester. Damit wurde in die Handlung einbezogen, dass Kate Winslet während der Dreharbeiten tatsächlich schwanger war.

## Kritiken
Video Woche schreibt: „Die verzwickte Romanverfilmung von Robert Harris zielt auf ein anspruchsvolles Publikum, dem intelligente Unterhaltung wichtiger ist als bloße Action.“
Blickpunkt:Film schreibt: „… Den frühen Filmen Alfred Hitchcocks, etwa 'Eine Dame verschwindet' oder 'Die 39 Stufen', verpflichtet, kommt 'Enigma' mit einem Minimum an physischer Action aus. Da wirkt die (eigentlich überflüssige) kurze Torpedo-Sequenz auf hoher See eher störend und aufgesetzt, während es dagegen wirklich spannend ist, dem gut harmonierenden Helden-Duo Winslet/Scott bei dessen gefährlichen Schnüffeleien zuzusehen … “
Speziell von polnischer Seite wurde kritisiert, dass in Roman und Film ausgerechnet ein polnischer Codeknacker zum Verräter wird. In der Realität gab es keine Verräter in Bletchley Park, die den Deutschen Geheimnisse verraten hätten, insbesondere keine polnischen. Im Gegenteil, polnische Kryptoanalytiker wie Marian Rejewski, Jerzy Różycki und Henryk Zygalski haben bereits vor dem Krieg die entscheidenden Grundlagen für den Einbruch in das Rätsel der Enigma geschaffen, ohne die es den britischen Codeknackern vermutlich nicht gelungen wäre, deutsche Funksprüche zu entziffern und der Zweite Weltkrieg einen anderen Verlauf genommen hätte.

## Auszeichnungen
Kate Winslet erhielt einen Empire Award als beste britische Darstellerin
und als beste Darstellerin den Evening Standard British Film Award.
Auf dem Hamptons International Film Festival (HIFF) 2001 erhielt der Film den Preis in der Kategorie Feature Film Prize in Science and Technology.

## Trivia
Der Film nutzt zahlreiche Requisiten, bei denen es sich um Original-Schaustücke aus dem Bletchley-Park-Museum handelt. Die diversen Funksprüche sind speziell für den Film nach den Original-Vorschriften und Verfahren unter der Anleitung von Tony Sale wirklichkeitsgetreu erzeugt und verschlüsselt worden. Die (nach 77 Min.) zu sehende Enigma-M4 stammt aus dem Privatbesitz des Produzenten Mick Jagger, der selbst (nach 34 Min. und 50 Sek.) während eines kurzen Cameo-Auftritts zu sehen ist. Außer authentischen Enigma- und (nach 45 Min.) Typex-Maschinen sind im Film (nach 16 Min. und nach 83 Min.) auch realitätsnahe Nachbauten der Turing-Bombe in Aktion zu sehen. Speziell die Arbeit der Codeknacker bei der Erstellung der für die Bombe notwendigen „Menüs“ wird (nach 79 Min.) dargestellt.
Im Film erwähnt Cave (nach 13 Min.) in Zusammenhang mit dem aus einem deutschen U-Boot erbeuteten „Kurzsignalheft 1941“ und dem „Wetterkurzschlüssel“ (die noch einmal nach 56 Min. zu sehen sind) die Namen „Fasson und Grazier“. Dies sind authentische Namen zweier britischer Kriegshelden, nämlich Lieutenant Tony Fasson (1913–1942) und Able Seaman Colin Grazier (1920–1942), die bei dieser Aktion ihr Leben verloren und posthum dafür mit dem Georgs-Kreuz ausgezeichnet wurden.
Der Film wurde nicht am Original-Schauplatz gedreht, sondern in Chicheley Hall, ebenfalls im englischen Borough Milton Keynes gelegen wie auch Bletchley Park.
Weitere Details sind der Name des polnischen Mathematikers und Codeknackers Zygalski in einem der Funksprüche und die Tatsache, dass Jericho während des Films scheinbar wahllos mit einem Bleistift auf den Tisch klopft, in Wahrheit aber den Namen Claire als Morsecode schreibt.

## Weitere Filme über Alan Turing
- Enigma (1982). Regie: Jeannot Szwarc; mit Martin Sheen, Brigitte Fossey, Sam Neill, Derek Jacobi
- Der codierte Mann (Breaking the Code) (1996). Regie: Herbert Wise. Fernsehfilm der BBC; mit Derek Jacobi.
- Der Codeknacker (2011). ServusTV; Dokumentation über Alan Turing.
- Wie ein Mathegenie Hitler knackte (2014). Arte, Der Fall Alan Turing.
- The Imitation Game – Ein streng geheimes Leben (2014). Regie: Morten Tyldum; mit Benedict Cumberbatch (Alan Turing), Keira Knightley, Charles Dance frei nach u. a. der Biographie von Andrew Hodges.